# 1978 في أفغانستان
فيما يلي قوائم الأحداث التي وقعت خلال عام 1978 في أفغانستان.

## سياسة

### انتهاء فترة المنصب
- 27 أبريل – محمد داود خان رئيس أفغانستان.

## مواليد

### أبريل
- 25 أبريل – ملالي جويا سياسية أفغانية.

## وفيات

### أبريل
- 28 أبريل – محمد داود خان (مواليد 1909)